# متحف الحبيب بورقيبة
متحف الحبيب بورقيبة، و يسمى أيضا متحف الزعيم الحبيب بورقيبة أو بيت بورقيبة وتاريخا يسمى قصر صقانس، هو متحف تونسي وهو يشكل جزء من القصر الرئاسي في صقانس (قصر المرمر) بالمنستير مخصص للحبيب بورقيبة أول رئيس للجمهورية التونسية بين 1957 و 1987.
افتتح يوم 6 أبريل 2013، بمناسبة الذكرى الثالثة عشرة لوفاته، يظم أمتعته الشخصية الموجودة بالقصرالرئاسي بقرطاج ، ألبومات الصور، تسجيلات خطبه، المحفوظات، سيارته المرسيدس أو تمثال الفروسية البرونز.
و تقدر التكلفة الإجمالية للمشروع ب 3.2 مليون دينار حسب المتحدث باسم الرئاسة.